# Formazioni di Superliga Série A brasiliana di pallavolo femminile 2013-2014
Formazioni delle squadre di pallavolo partecipanti alla stagione 2013-2014 della Superliga Série A brasiliana.

## Araraquarense
| N° | Nome                 | Ruolo | Data di nascita   | Nazionalità sportiva |
| -- | -------------------- | ----- | ----------------- | -------------------- |
| -  | Sandra Leão          | All   |                   | Brasile              |
| 1  | Vanessa Codina       | S     | 9 luglio 1983     | Brasile              |
| 2  | Márcia Fusieger      | C     | 6 gennaio 1986    | Brasile              |
| 3  | Elaine dos Santos    | L     | 24 gennaio 1988   | Brasile              |
| 4  | Solange Borges       | C     | 1º luglio 1988    | Brasile              |
| 5  | Adauane de Souza     | P     | 14 dicembre 1991  | Brasile              |
| 6  | Talita do Nascimento | C     | 12 settembre 1992 | Brasile              |
| 7  | Yslany de Paula      | P     | 28 marzo 1991     | Brasile              |
| 8  | Fernanda Tomé        | S     | 10 dicembre 1989  | Brasile              |
| 9  | Ana Paula de Moraes  | P     | 30 giugno 1987    | Brasile              |
| 10 | Ilisandra Klein      | S     | 30 marzo 1986     | Brasile              |
| 11 | Ana Paula Guth       | C     | 21 luglio 1992    | Brasile              |
| 12 | Sylvia Camarinha     | S/O   | 10 aprile 1990    | Brasile              |
| 13 | Camila dos Santos    | L     | 28 marzo 1992     | Brasile              |
| 15 | Heloiza Pereira      | S/O   | 2 novembre 1990   | Brasile              |
| 16 | Angelica Caboclo     | S/O   | 21 maggio 1991    | Brasile              |
| 17 | Paula de Souza       | S     | 12 aprile 1986    | Brasile              |
| 17 | Ariele Ferreira      | S     | 18 novembre 1995  | Brasile              |
| 18 | Naiara Felix         | S     | 23 maggio 1991    | Brasile              |
| 19 | Milca da Silva       | S     | 5 marzo 1988      | Brasile              |

## Barueri
| N° | Nome                 | Ruolo | Data di nascita   | Nazionalità sportiva |
| -- | -------------------- | ----- | ----------------- | -------------------- |
| -  | Mauricio Thomas      | All   |                   | Brasile              |
| 1  | Juma da Silva        | P     | 17 gennaio 1993   | Brasile              |
| 2  | Jessica Dallmann     | C     | 27 novembre 1991  | Brasile              |
| 3  | Fernanda Ferreira    | P     | 10 gennaio 1980   | Brasile              |
| 4  | Natasha Barros       | S     | 24 settembre 1989 | Brasile              |
| 5  | Eduarda Kraisch      | S/O   | 7 maggio 1993     | Brasile              |
| 6  | Cibele Barboza       | S     | 16 luglio 1981    | Brasile              |
| 7  | Thaís Barbosa        | S     | 3 febbraio 1980   | Brasile              |
| 8  | Fernanda da Silva    | C     | 15 luglio 1984    | Brasile              |
| 9  | Mariana Costa        | S     | 30 luglio 1986    | Brasile              |
| 10 | Thais Saraiva        | L     | 28 febbraio 1992  | Brasile              |
| 11 | Maria Isabel Tavares | L     | 19 settembre 1985 | Brasile              |
| 12 | Bruna Rocha Costa    | P     | 30 gennaio 1995   | Brasile              |
| 13 | Amanda Soares        | C     | 7 luglio 1992     | Brasile              |
| 14 | Renata Maggioni      | C     | 21 aprile 1988    | Brasile              |
| 15 | Bruna Gianlorenco    | S     | 27 ottobre 1988   | Brasile              |
| 16 | Luciane Escouto      | C     | 21 giugno 1987    | Brasile              |
| 17 | Renata Colombo       | S/O   | 25 febbraio 1981  | Brasile              |
| 18 | Sonaly Cidrão        | S     | 10 giugno 1993    | Brasile              |
| 19 | Andrea Teixeira      | L     | -                 | Brasile              |

## Amigos do Vôlei
| N° | Nome                   | Ruolo | Data di nascita  | Nazionalità sportiva |
| -- | ---------------------- | ----- | ---------------- | -------------------- |
| -  | Sergio Negrão          | All   |                  | Brasile              |
| 1  | Patricia Meneguli      | C     | 2 aprile 1991    | Brasile              |
| 2  | Elisângela de Oliveira | S/O   | 30 ottobre 1978  | Brasile              |
| 3  | Érika Coimbra          | S     | 23 marzo 1980    | Brasile              |
| 4  | Paula Pequeno          | S     | 22 gennaio 1982  | Brasile              |
| 5  | Elisângela de Souza    | S/O   | 29 aprile 1980   | Brasile              |
| 6  | Bruna Neri             | S     | 15 novembre 1992 | Brasile              |
| 7  | Fernanda de Faria      | L     | 13 agosto 1991   | Brasile              |
| 8  | Mariana Araújo         | P     | 23 marzo 1987    | Brasile              |
| 9  | Veridiana da Fonseca   | P     | 30 dicembre 1982 | Brasile              |
| 10 | Juliana de Figueiredo  | S/O   | 3 maggio 1986    | Brasile              |
| 11 | Flávia Kuchenbecker    | P     | 20 febbraio 1990 | Brasile              |
| 12 | Viviane Araújo         | C     | 20 febbraio 1987 | Brasile              |
| 13 | Carolina Perotto       | S/O   | 11 gennaio 1994  | Brasile              |
| 14 | Camila Adão            | P     | 20 giugno 1984   | Brasile              |
| 15 | Rayssa da Costa        | S     | 7 gennaio 1996   | Brasile              |
| 16 | Linda Costa            | C     | 2 settembre 1994 | Brasile              |
| 17 | Danielle Scott         | C     | 1º ottobre 1972  | Stati Uniti          |

## Campinas
| N° | Nome                   | Ruolo | Data di nascita   | Nazionalità sportiva |
| -- | ---------------------- | ----- | ----------------- | -------------------- |
| -  | José Roberto Guimarães | All   | 31 agosto 1954    | Brasile              |
| 1  | Walewska de Oliveira   | C     | 1º ottobre 1979   | Brasile              |
| 2  | Caroline Gattaz        | C     | 27 giugno 1981    | Brasile              |
| 4  | Cláudia da Silva       | P     | 21 settembre 1987 | Brasile              |
| 5  | Kristin Richards       | S     | 30 giugno 1985    | Stati Uniti          |
| 6  | Angélica Malinverno    | C     | 5 luglio 1989     | Brasile              |
| 7  | Michelle Daldegan      | L     | 5 gennaio 1983    | Brasile              |
| 8  | Gabriela da Silva      | C     | 5 marzo 1996      | Brasile              |
| 9  | Rosamaria Montibeller  | S/O   | 9 aprile 1994     | Brasile              |
| 10 | Priscila Heldes        | P     | 27 marzo 1992     | Brasile              |
| 11 | Juliana Nogueira       | S/O   | 4 agosto 1988     | Brasile              |
| 12 | Natália Pereira        | S     | 4 aprile 1989     | Brasile              |
| 14 | Renata Maggioni        | C     | 21 aprile 1988    | Brasile              |
| 16 | Tandara Caixeta        | S/O   | 30 ottobre 1988   | Brasile              |
| 17 | Stephany da Silva      | L     | 1º gennaio 1985   | Brasile              |

## Minas
| N° | Nome                  | Ruolo | Data di nascita  | Nazionalità sportiva |
| -- | --------------------- | ----- | ---------------- | -------------------- |
| -  | Marco Queiroga        | All   |                  | Brasile              |
| 1  | Carla dos Santos      | S     | 17 gennaio 1992  | Brasile              |
| 2  | Giovana Gasparini     | P     | 5 luglio 1994    | Brasile              |
| 3  | Alaina Bergsma        | S/O   | 30 marzo 1990    | Stati Uniti          |
| 4  | Fernanda Kuchenbecker | S     | 24 gennaio 1992  | Brasile              |
| 5  | Arlene Xavier         | L     | 20 dicembre 1969 | Brasile              |
| 6  | Maiara Moreira        | S     | 11 gennaio 1990  | Brasile              |
| 7  | Viviane de Faria      | P     | 23 aprile 1989   | Brasile              |
| 8  | Sthefanie Paulino     | S/O   | 4 marzo 1993     | Brasile              |
| 9  | Marcella Macedo       | P     | 19 maggio 1993   | Brasile              |
| 10 | Mariane de Oliveira   | C     | 7 febbraio 1995  | Brasile              |
| 11 | Valquiria Dullius     | C     | 19 agosto 1994   | Brasile              |
| 12 | Nandyala Gama         | C     | 1º ottobre 1993  | Brasile              |
| 13 | Lais Bittencourt      | L     | 12 febbraio 1996 | Brasile              |
| 14 | Lenisse Aquino        | S/O   | 23 gennaio 1993  | Brasile              |
| 15 | Raquel de Oliveira    | C     | 2 agosto 1994    | Brasile              |
| 16 | Fabiane Correa        | S/O   | 14 marzo 1995    | Brasile              |
| 17 | Lynda Morales         | C     | 20 maggio 1988   | Porto Rico           |
| 18 | Emilia de Oliveira    | C     | 7 agosto 1992    | Brasile              |
| 19 | Eduarda Gerhard       | S     | 24 aprile 1993   | Brasile              |

## Osasco
| N° | Nome                  | Ruolo | Data di nascita   | Nazionalità sportiva |
| -- | --------------------- | ----- | ----------------- | -------------------- |
| -  | Luizomar de Moura     | All   | -                 | Brasile              |
| 1  | Sanja Malagurski      | S/O   | 8 giugno 1990     | Serbia               |
| 2  | Daniela Guimarães     | L     | 29 luglio 1994    | Brasile              |
| 3  | Larissa de Souza      | C     | 7 luglio 1991     | Brasile              |
| 4  | Marjorie Corrêa       | C     | 12 settembre 1992 | Brasile              |
| 5  | Adenízia da Silva     | C     | 18 dicembre 1986  | Brasile              |
| 6  | Thaísa de Menezes     | C     | 15 maggio 1987    | Brasile              |
| 7  | Talita Ferreira       | S     | 4 marzo 1985      | Brasile              |
| 8  | Ana Maria Gosling     | P     | 24 gennaio 1985   | Brasile              |
| 9  | Caterina Bosetti      | S     | 2 febbraio 1994   | Italia               |
| 10 | Juliana de Castro     | S/O   | 20 giugno 1985    | Brasile              |
| 11 | Mariana Nardi         | P     | 22 luglio 1994    | Brasile              |
| 12 | Gabriella de Souza    | S     | 14 dicembre 1993  | Brasile              |
| 13 | Sheilla de Castro     | S/O   | 1º luglio 1983    | Brasile              |
| 14 | Josefa de Souza       | P     | 2 marzo 1983      | Brasile              |
| 15 | Ingrid Félix          | S/O   | 16 novembre 1988  | Brasile              |
| 16 | Paula Mohr            | S     | 23 aprile 1994    | Brasile              |
| 17 | Jaqueline de Carvalho | S     | 31 dicembre 1983  | Brasile              |
| 18 | Camila Brait          | L     | 28 ottobre 1988   | Brasile              |
| 20 | Juliana Mello         | C     | 29 giugno 1984    | Brasile              |

## Pinheiros
| N° | Nome               | Ruolo | Data di nascita   | Nazionalità sportiva |
| -- | ------------------ | ----- | ----------------- | -------------------- |
| -  | Wagner Fernandes   | All   |                   | Brasile              |
| 1  | Lara Filomeno      | C     | 11 febbraio 1989  | Brasile              |
| 2  | Ellen Braga        | S     | 12 giugno 1991    | Brasile              |
| 3  | Mácris Carneiro    | P     | 3 marzo 1989      | Brasile              |
| 4  | Samara de Almeida  | S     | 16 luglio 1992    | Brasile              |
| 5  | Ananda Marinho     | P     | 2 maggio 1989     | Brasile              |
| 6  | Aline Silva        | S/O   | 28 novembre 1988  | Brasile              |
| 7  | Vivian Pellegrino  | C     | 31 maggio 1985    | Brasile              |
| 8  | Gabriela Fabiano   | C     | 8 gennaio 1994    | Brasile              |
| 9  | Andressa Picussa   | C     | 22 luglio 1989    | Brasile              |
| 10 | Andréia Sforzin    | S     | 26 agosto 1983    | Brasile              |
| 11 | Thaynara Roxo      | S     | 3 novembre 1991   | Brasile              |
| 12 | Léia da Silva      | L     | 1º marzo 1985     | Brasile              |
| 13 | Glauciele da Silva | S     | 1º settembre 1991 | Brasile              |
| 14 | Saraelen Lima      | C     | 16 aprile 1994    | Brasile              |
| 17 | Kasiely Clemente   | S     | 6 dicembre 1993   | Brasile              |

## Praia Clube
| N° | Nome                  | Ruolo | Data di nascita   | Nazionalità sportiva |
| -- | --------------------- | ----- | ----------------- | -------------------- |
| -  | Spencer Van Dijk      | All   |                   | Brasile              |
| 2  | Letícia Hage          | C     | 9 settembre 1990  | Brasile              |
| 3  | Natália Martins       | C     | 11 dicembre 1984  | Brasile              |
| 4  | Laura Paula           | P     | 6 agosto 1994     | Brasile              |
| 5  | Isabela Paquiardi     | S     | 3 aprile 1992     | Brasile              |
| 6  | Aline da Silva        | S     | 24 gennaio 1986   | Brasile              |
| 7  | Marianne Steinbrecher | S     | 23 agosto 1983    | Brasile              |
| 8  | Juliana Carrijo       | P     | 25 febbraio 1992  | Brasile              |
| 9  | Mayhara da Silva      | C     | 9 aprile 1989     | Brasile              |
| 10 | Kimberly Glass        | S     | 18 agosto 1984    | Stati Uniti          |
| 11 | Camila Torquette      | P     | 7 luglio 1986     | Brasile              |
| 12 | Yusleinis Herrera     | S     | 12 marzo 1984     | Cuba                 |
| 15 | Monique Pavão         | S/O   | 30 ottobre 1986   | Brasile              |
| 16 | Michelle Pavão        | S     | 30 ottobre 1986   | Brasile              |
| 17 | Tássia Silva          | L     | 3 giugno 1988     | Brasile              |
| 18 | Monique de Oliveira   | S     | 24 aprile 1995    | Brasile              |
| 19 | Fernanda Batista      | C     | 30 settembre 1995 | Brasile              |
| 20 | Brunna Almeida        | L     | 3 luglio 1994     | Brasile              |

## Rio de Janeiro
| N° | Nome                  | Ruolo | Data di nascita  | Nazionalità sportiva |
| -- | --------------------- | ----- | ---------------- | -------------------- |
| -  | Bernardo de Rezende   | All   | 25 agosto 1959   | Brasile              |
| 1  | Gabriela Guimarães    | S     | 19 maggio 1994   | Brasile              |
| 2  | Francine Tomazoni     | P     | 5 novembre 1991  | Brasile              |
| 4  | Sarah Pavan           | S/O   | 16 agosto 1986   | Canada               |
| 5  | Regiane Bidias        | S     | 2 ottobre 1986   | Brasile              |
| 6  | Juciely Barreto       | C     | 18 dicembre 1980 | Brasile              |
| 7  | Hélia de Souza        | P     | 10 marzo 1970    | Brasile              |
| 8  | Amanda Francisco      | S     | 16 agosto 1988   | Brasile              |
| 9  | Bruna da Silva        | S/O   | 3 luglio 1989    | Brasile              |
| 10 | Valeska Menezes       | C/S   | 23 aprile 1976   | Brasile              |
| 11 | Brankica Mihajlović   | S     | 13 aprile 1991   | Serbia               |
| 12 | Roberta Ratzke        | P     | 28 aprile 1990   | Brasile              |
| 14 | Fabiana de Oliveira   | L     | 7 marzo 1980     | Brasile              |
| 15 | Ana Carolina da Silva | C     | 8 aprile 1991    | Brasile              |
| 16 | Natasha Farinea       | C     | 8 febbraio 1986  | Brasile              |
| 17 | Drussyla Costa        | S     | 1º giugno 1996   | Brasile              |
| 20 | Juliana Perdigão      | L     | 5 aprile 1991    | Brasile              |

## Rio do Sul
| N° | Nome                | Ruolo | Data di nascita   | Nazionalità sportiva |
| -- | ------------------- | ----- | ----------------- | -------------------- |
| -  | Rogério Portela     | All   |                   | Brasile              |
| 1  | Carla de Souza      | C     | 15 settembre 1990 | Brasile              |
| 2  | Jacqueline de Sousa | P     | 22 febbraio 1986  | Brasile              |
| 3  | Márcia Barbosa      | L     | 21 maggio 1980    | Brasile              |
| 4  | Natiele Gonçalves   | S     | 28 novembre 1991  | Brasile              |
| 5  | Jessica das Neves   | C     | 9 aprile 1988     | Brasile              |
| 6  | Michelle Duarte     | P     | 26 dicembre 1981  | Brasile              |
| 7  | Cecília de Souza    | S     | 1º febbraio 1982  | Brasile              |
| 8  | Arianne Tolentino   | S/O   | 13 novembre 1989  | Brasile              |
| 9  | Edna Schindwein     | C     | 19 settembre 1983 | Brasile              |
| 10 | Vanessa Janke       | S/O   | 8 marzo 1991      | Brasile              |
| 11 | Andressa Krachefski | L     | 1º giugno 1987    | Brasile              |
| 12 | Paula de Barros     | C     | 20 marzo 1982     | Brasile              |
| 13 | Ana Clara Saldanha  | P     | 1º gennaio 1993   | Brasile              |
| 14 | Fernanda Melo       | S/O   | 11 novembre 1987  | Brasile              |
| 15 | Camila Monteiro     | C     | 17 gennaio 1988   | Brasile              |
| 16 | Priscila Souza      | S     | 29 ottobre 1987   | Brasile              |
| 17 | Jordane Tolentino   | P     | 23 dicembre 1985  | Brasile              |

## São Bernardo
| N° | Nome                 | Ruolo | Data di nascita  | Nazionalità sportiva |
| -- | -------------------- | ----- | ---------------- | -------------------- |
| -  | Fernando de Almeida  | All   |                  | Brasile              |
| 1  | Elis Bento           | S     | 4 maggio 1988    | Brasile              |
| 2  | Dalliane da Silva    | C     | 31 gennaio 1993  | Brasile              |
| 6  | Sâmera Alcides       | C     | 20 aprile 1992   | Brasile              |
| 7  | Mariana Francischini | S     | 21 febbraio 1988 | Brasile              |
| 8  | Graziele de Lima     | S     | 24 marzo 1996    | Brasile              |
| 9  | Beatriz Martins      | P     | 13 agosto 1995   | Brasile              |
| 10 | Leda Guimarães       | L     | 3 agosto 1985    | Brasile              |
| 11 | Sabrina Braz         | P     | 19 dicembre 1985 | Brasile              |
| 12 | Mari Mendes          | S     | 31 gennaio 1984  | Brasile              |
| 13 | Sônia Benedito       | S     | 19 gennaio 1978  | Brasile              |
| 14 | Kátia Monteiro       | P     | 13 luglio 1973   | Brasile              |
| 15 | Jéssica Silva        | S/O   | 23 marzo 1987    | Brasile              |
| 16 | Giovanna das Chagas  | C     | 26 luglio 1980   | Brasile              |
| 17 | Daniela da Silva     | C     |                  | Brasile              |
| 18 | Killara dos Santos   | L     | 1º gennaio 1992  | Brasile              |
| 19 | Fernanda da Silva    | L     | 26 agosto 1986   | Brasile              |
| 20 | Bianca Barros        | C     | 5 gennaio 1996   | Brasile              |

## São Caetano
| N° | Nome                | Ruolo | Data di nascita  | Nazionalità sportiva |
| -- | ------------------- | ----- | ---------------- | -------------------- |
| -  | Hairton de Oliveira | All   |                  | Brasile              |
| 1  | Thaís de Souza      | S     | 18 aprile 1988   | Brasile              |
| 2  | Roberta da Silva    | C     | 6 giugno 1984    | Brasile              |
| 3  | Mara Leão           | C     | 26 luglio 1991   | Brasile              |
| 4  | Carolina Leite      | P     | 15 novembre 1992 | Brasile              |
| 5  | Milka da Silva      | C     | 18 luglio 1994   | Brasile              |
| 6  | Simone Scherer      | C     | 3 giugno 1994    | Brasile              |
| 7  | Sabrina Floriano    | S     | 23 luglio 1991   | Brasile              |
| 8  | Ana Paula Borgo     | O     | 20 ottobre 1993  | Brasile              |
| 9  | Silvana Papini      | S     | 27 gennaio 1988  | Brasile              |
| 10 | Flávia Gimenes      | C     | 20 novembre 1991 | Brasile              |
| 11 | Raquel da Silva     | C     | 2 gennaio 1995   | Brasile              |
| 12 | Mariana Barreto     | P     | 23 giugno 1993   | Brasile              |
| 13 | Danielle Moreira    | S/O   | 9 settembre 1989 | Brasile              |
| 14 | Diana Xavier        | P     | 15 maggio 1985   | Brasile              |
| 15 | Ana Paula Larroza   | L     | 11 marzo 1980    | Brasile              |
| 16 | Domingas de Araújo  | S     | 9 settembre 1994 | Brasile              |
| 18 | Flávia de Assis     | C     | 7 settembre 1989 | Brasile              |
| 19 | Erika Schiersner    | L     | 24 febbraio 1994 | Brasile              |
| 20 | Dalila Prado        | L     | 16 gennaio 1993  | Brasile              |

## Geraldo Magela
| N° | Nome                | Ruolo | Data di nascita   | Nazionalità sportiva |
| -- | ------------------- | ----- | ----------------- | -------------------- |
| -  | Jailson de Andrade  | All   |                   | Brasile              |
| 1  | Nikolle Correa      | S     | 13 febbraio 1985  | Brasile              |
| 2  | Isabella Muniz      | P     | 2 ottobre 1992    | Brasile              |
| 3  | Adriani Joaquim     | C     | 26 aprile 1986    | Brasile              |
| 4  | Raissa Lamar        | S     | 11 gennaio 1990   | Brasile              |
| 5  | Mayara Gomes        | P     | 15 maggio 1993    | Brasile              |
| 6  | Anny Ramos          | C     | 27 giugno 1992    | Brasile              |
| 7  | Elizabeth Hintemann | S     | 6 luglio 1984     | Brasile              |
| 8  | Daniele de Oliveira | C     | 4 novembre 1986   | Brasile              |
| 9  | Amanda Martins      | S/O   | 16 marzo 1991     | Brasile              |
| 10 | Jéssica Ferreira    | S     | 6 ottobre 1991    | Brasile              |
| 11 | Sofia Bonifacio     | C     | 18 settembre 1996 | Brasile              |
| 12 | Nyeme Costa         | S     | 11 ottobre 1998   | Brasile              |
| 13 | Alice Horta         | L     | 12 marzo 1994     | Brasile              |
| 14 | Franciele Stedile   | S     | 8 ottobre 1991    | Brasile              |
| 15 | Tulia Saraiva       | P     | 10 settembre 1994 | Brasile              |
| 16 | Ednéia de Sousa     | C     | 12 settembre 1980 | Brasile              |
| 17 | Thayna Moraes       | P     | 12 febbraio 1993  | Brasile              |
| 18 | Yael Castiglione    | P     | 27 settembre 1985 | Argentina            |

## Sesi
| N° | Nome                        | Ruolo | Data di nascita  | Nazionalità sportiva |
| -- | --------------------------- | ----- | ---------------- | -------------------- |
| -  | Talmo de Oliveira           | All   | 10 ottobre 1969  | Brasile              |
| 1  | Fabiana Claudino            | C     | 24 gennaio 1985  | Brasile              |
| 2  | Ana Carolina Westermannssad | S     | 16 gennaio 1995  | Brasile              |
| 3  | Danielle Lins               | P     | 5 gennaio 1985   | Brasile              |
| 4  | Suelle Oliveira             | S     | 20 aprile 1987   | Brasile              |
| 5  | Alessandra dos Santos       | S/O   | 13 aprile 1988   | Brasile              |
| 6  | Bárbara Bruch               | C     | 28 maggio 1987   | Brasile              |
| 7  | Priscila Daroit             | S     | 10 agosto 1988   | Brasile              |
| 8  | Suelen Pinto                | L     | 4 ottobre 1987   | Brasile              |
| 9  | Natalia Silva               | S     | 31 marzo 1995    | Brasile              |
| 10 | Mariana Cassemiro           | S     | 27 marzo 1987    | Brasile              |
| 11 | Ivna Marra                  | S/O   | 25 gennaio 1990  | Brasile              |
| 12 | Carolina Albuquerque        | P     | 25 luglio 1977   | Brasile              |
| 13 | Francynne Jacintho          | C     | 16 luglio 1992   | Brasile              |
| 14 | Dayse Figueiredo            | S     | 27 giugno 1984   | Brasile              |
| 15 | Sarah Nather                | P     | 2 febbraio 1993  | Brasile              |
| 16 | Mariana Dias                | P     | 29 maggio 1996   | Brasile              |
| 17 | Juliana Costa               | S     | 5 settembre 1982 | Brasile              |
| 18 | Juliana Filippelli          | L     | 18 maggio 1994   | Brasile              |
| 19 | Stephanie Corrêa            | C     | 15 luglio 1994   | Brasile              |
| 20 | Ana Beatriz Corrêa          | C     | 7 febbraio 1992  | Brasile              |